# Condor A350
Das Modell Condor A350 ist ein Motorrad der Schweizer Condor-Werke-AG.

## Beschreibung

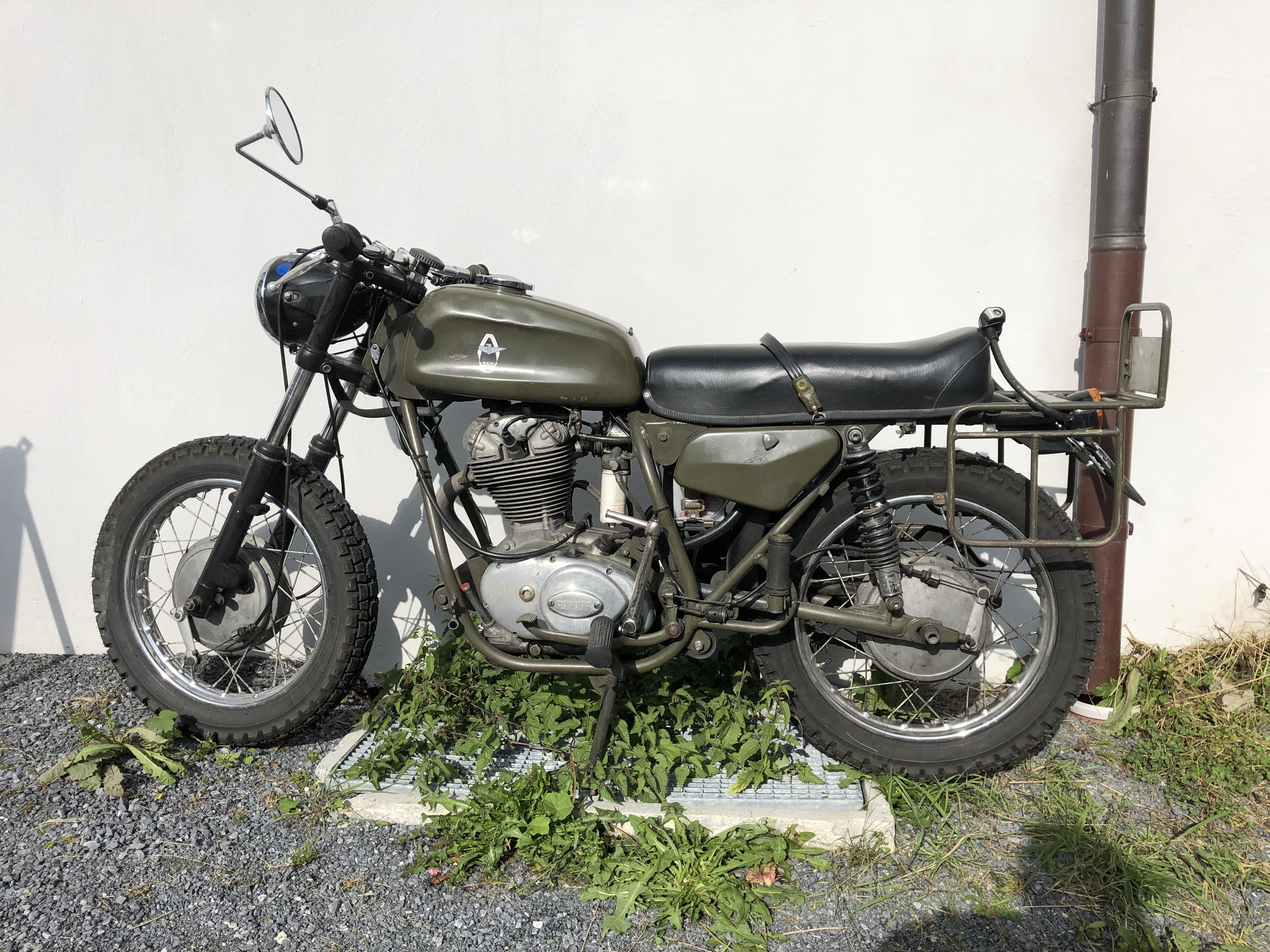
A350

In den 1970er-Jahren benötige die Schweizer Armee ein neues Motorrad. Dieses sollte wie seine Vorgänger bei der Firma Condor in Courfaivre gebaut werden. Von 1973 bis 1978 wurden ungefähr 3000 Maschinen produziert. Damit ist der Condor A350 das letzte in grossen Stückzahlen in der Schweiz gebaute Motorrad. Alle Maschinen wurden von der Armee übernommen. Man setzte sie zu Erkundungsfahrten und als Transportmittel für die Strassenpolizeisoldaten ein. Ab Ende der 1990er wurden sie versteigert, heute sind keine mehr in Militärbesitz. 
Als Antrieb verwendete man einen Einzylinder-Ottomotor von Ducati mit Königswelle und einem Hubraum von ca. 340 cm³. Im Original leistet dieser etwa 30 PS. Er wurde für den Einsatz in der A350 über zahmere Steuerzeiten, kleineren Vergaser, geringere Verdichtung und leisere Auspuffanlage auf 16 PS gedrosselt.
Die Motorräder wurden alle in der Schweiz montiert, man verwendete aber zum Teil Produkte aus dem Ausland. Darunter fallen die Gabel, die Federbeine, Trommelbremsen und die Lampe. Tank, Sattel und Rahmen wurden in der Schweiz gefertigt.